# Banded Peak, Alberta
Banded Peak är en bergstopp i Kanada.   Den ligger i provinsen Alberta, i den centrala delen av landet, 2 900 km väster om huvudstaden Ottawa. Toppen på Banded Peak är 2 795 meter över havet.
Terrängen runt Banded Peak är kuperad åt sydost, men åt nordväst är den bergig. Trakten runt Banded Peak är nära nog obefolkad, med mindre än två invånare per kvadratkilometer.. Det finns inga samhällen i närheten.
Trakten runt Banded Peak består i huvudsak av gräsmarker.